# بخعه
بخعه (به عربی: بخعة) یک روستا در سوریه است که در استان ریف دمشق واقع شده‌است. بخعه ۱٬۴۰۵ نفر جمعیت دارد.